# قانون الاتحاد الأوروبي

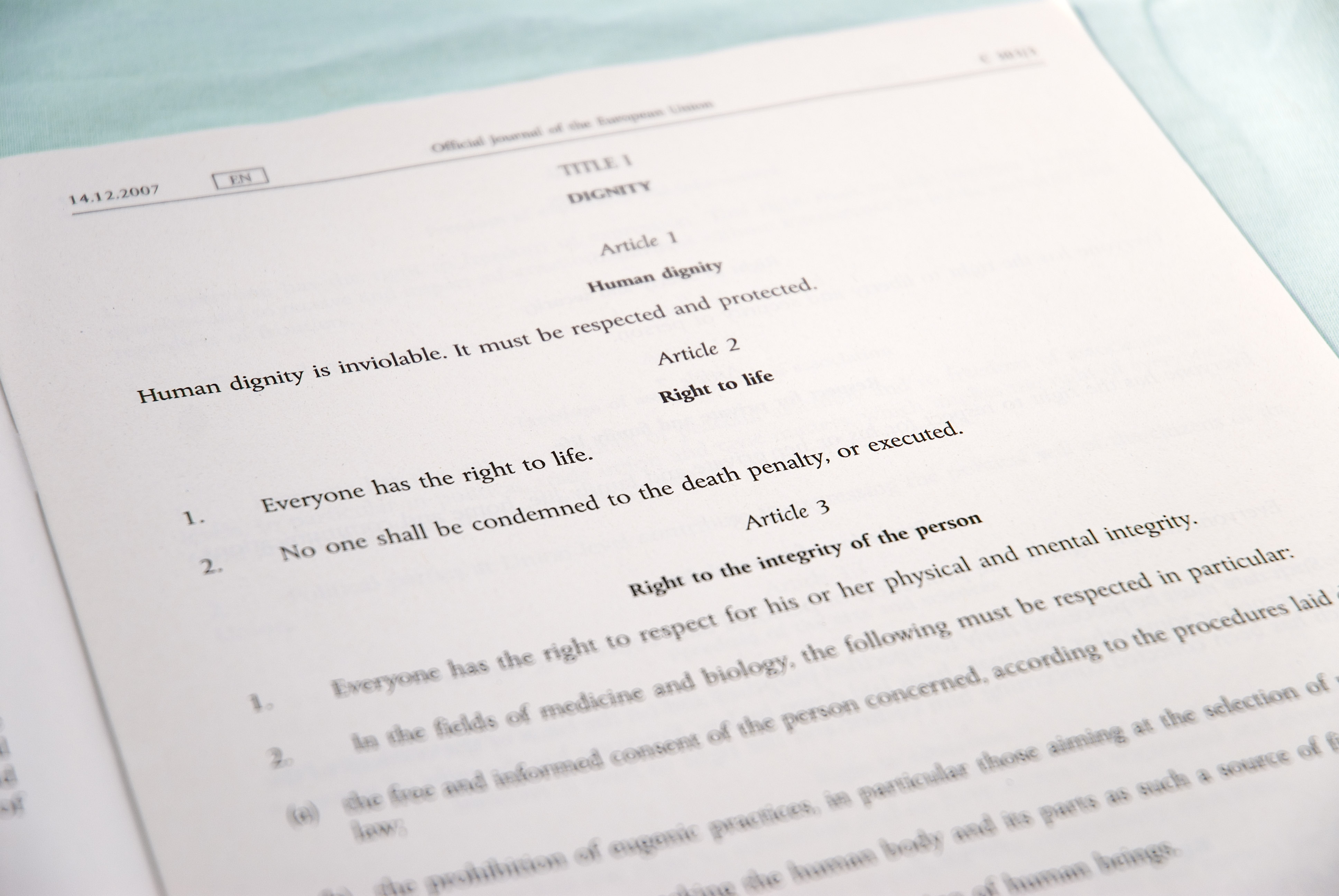
المادة 2 من ميثاق الحقوق الأساسية للاتحاد الأوروبي

قانون الاتحاد الأوروبي (بالإنجليزية: European Union law) مجموعة من القواعد المعمول بها داخل الدول الأعضاء في الاتحاد الأوروبي. منذ تأسيس الجماعة الأوروبية للفحم والصلب في أعقاب الحرب العالمية الثانية، وضع الاتحاد الأوروبي هدفًا «لتعزيز السلام وقيمه ورفاهية شعوبه». لدى الاتحاد الأوروبي مؤسسات سياسية وسياسات اقتصادية واجتماعية تتجاوز الدول القومية هدفها التعاون والتنمية البشرية. ووفقًا لمحكمة العدل للاتحاد الأوروبي، فإنه يمثل «نظامًا قانونيًا جديدًا من حيث القانون الدولي».
تمثل كل من معاهدة الاتحاد الأوروبي ومعاهدة عمل الاتحاد الأوروبي، اللتان وافقت عليهما بالإجماع حكومات 27 دولة عضو، الأسس القانونية التي يقوم عليها الاتحاد الأوروبي. يجوز للأعضاء الجدد الانضمام، في حال وافقوا على اتباع قواعد المنظمة، ويمكن للأعضاء الحاليين الانسحاب بناءً على «متطلبات دساتيرهم». ويحق للناس المشاركة من خلال البرلمان وحكوماتهم الوطنية في صياغة التشريعات التي يسنها الاتحاد الأوروبي. تتمتع المفوضية الأوروبية بميزة المبادرة بالتشريعات، ويمثل مجلس الاتحاد الأوروبي حكومات الدول الأعضاء، ويتم انتخاب البرلمان من قبل المواطنين الأوروبيين، فيما تهدف محكمة العدل إلى دعم سيادة القانون وحقوق الإنسان. وكما ورد عن محكمة العدل، فإن الاتحاد الأوروبي «ليس مجرد اتحادٍ اقتصادي» بل إنه اتحاد يرمي إلى «ضمان التقدم الاجتماعي والسعي إلى الاستمرار في تحسين ظروف شعوبه من حيث العمل والمعيشة».

## تاريخ قانون الاتحاد الأوروبي
تُعد المُثل الديمقراطية التي تهدف إلى اندماج الدول الأوروبية وغيرها حول العالم قديمةً قدم الدولة القومية الحديثة.  كانت المفاهيم القديمة للوحدة الأوروبية على العموم غير ديمقراطية، وقائمة على الهيمنة، كإمبراطورية الإسكندر الأكبر، أو الإمبراطورية الرومانية، أو الكنيسة الكاثوليكية التي يسيطر عليها البابا في روما. وفي عصر النهضة، ازدهرت تجارة العصور الوسطى في منظمات مثل الرابطة الهانزية، التي امتدت من مدن إنجليزية مثل بوسطن ولندن، إلى فرانكفورت وستوكهولم وريغا. وضع هؤلاء التجار القانون التجاري (ليكس مركاتوريا)، الذي نشر القواعد الأساسية لحسن النية والتعامل المنصف من خلال أعمالهم التجارية. وفي عام 1517، أثار الإصلاح البروتستانتي مائة عامٍ من الأزمات وانعدام الاستقلال. إذ علّق مارتن لوثر قائمةً بمجموعة مطالبٍ على باب كنيسة فيتنبرغ، وأعلن الملك هنري الثامن انفصالًا من جانبٍ واحد عن روما وذلك بموجب قانون السيادة لعام 1534، واندلعت الصراعات في جميع أنحاء الإمبراطورية الرومانية المقدسة إلى أن ضمن صلح أوغسبورغ في عام 1555 لكل إمارةٍ الحق في ديانتها المُختارة (cuius regio, eius religio). انهار هذا الاستقرار المتزعزع في  حرب الثلاثين عامًا (1618-1648)، التي أودت بحياة نحو ربع سكان أوروبا الوسطى. يُعترف عمومًا بأن صلح وستفاليا، الذي جلب السلام بفضل نظام قانونٍ دولي مستوحى من هوغو غرويوس، مثل نقطة انطلاق نظام الدولة القومية. ولكن حتى عندئذٍ، اندلعت الحرب الأهلية الإنجليزية ولم تنته إلا مع قيام الثورة المجيدة عام 1688، بدعوة البرلمان ويليام وماري من هانوفر إلى العرش، وبإقرار وثيقة حقوق 1689. وفي عام 1693، قال وليام بن، عضو جمعية الأصدقاء الدينية من لندن قام بتأسيس بنسلفانيا في أمريكا الشمالية، أنه لابد من وجود «جمعية تشريعية أوروبية، أو برلمان» من أجل إيقاف عجلة الحروب في أوروبا.
اقترح الدبلوماسي الفرنسي شارل إيرين كاستل دي سان بيير، الذي عمل على التفاوض بشأن معاهدة أوترخت عند انتهاء حرب الخلافة الإسبانية، من خلال «الاتحاد الدائم»، إقامة «سلامًا أبديًا في أوروبا»، وهو مشروعٌ تبناه من بعده جاك جاك روسو وإيمانويل كانت. بعد انتهاء الحروب النابليونية والثورات الأوروبية عام 1848 في القرن التاسع عشر، تصور فكتور هوغو في مؤتمر السلام الدولي عام 1849 يومًا تكون فيه «الولايات المتحدة الأمريكية والولايات المتحدة الأوروبية وجهًا لوجه، يتواصلان مع بعضهما البعض عبر البحار». دمرت الحرب العالمية الأولى مجتمع أوروبا واقتصادها، وفشلت معاهدة فرساي في تأسيس نظامٍ دوليٍ عملي في عصبة الأمم، أو أي اندماجٍ أوروبي، وفرضت شروطًا قاسية على الدول الخاسرة فيما يتلق بدفع التعويضات. وبعد أن ادى انهيارٌ اقتصاديٌ آخر وظهور الفاشية إلى قيام حربٍ عالميةٍ ثانية، كان المجتمع المدني الأوروبي مصممًا على تأسيس اتحادٍ دائم من أجل ضمان السلام الدولي من خلال التكامل السياسي والاجتماعي والاقتصادي.

## المؤسسات التنفيذية
تُعد المفوضية الأوروبية الهيئة التنفيذية الرئيسية في الاتحاد الأوروبي. إذ تنص المادة 17 (1) من معاهدة الاتحاد الأوروبي على أنه ينبغي على المفوضية «تعزيز مصلحة الاتحاد العامة» بينما تضيف المادة 17 (3) إلى ذلك أنه يجب أن يكون المفوضون «مستقلين تمامًا» وأن لا «يتلقوا تعليماتهم من أي حكومة». وبموجب المادة 17 (2)، «لا يجوز اعتماد قوانين الاتحاد التشريعية إلا على أساس اقتراحٍ من المفوضية، ما لم تنص المعاهدات على خلاف ذلك». وهذا يعني أن المفوضية تحتكر الشروع بالإجراءات التشريعية، مع أن المجلس أو البرلمان هما «المحفزان الفعليان للعديد من المبادرات التشريعية».

## حرية التجارة والتنقل
مع أن مفهوم «اقتصاد السوق الاجتماعي» لم يُدرج في قانون الاتحاد الأوروبي حتى عام 2007، فإن حرية التجارة والتنقل شكلتا نوات  التنمية الأوروبية منذ إبرام اتفاقية روما عام 1957. تنص النظرية المعيارية النابعة من قانون الأفضلية المقارنة على أنه بوسع بلدين معينين الاستفادة من التجارة حتى لو كان اقتصاد أحدهما أقل انتاجيةً من جميع النواحي. يهدم قانون الاتحاد الأوروبي الحواجز التي تعترض التجارة، على غرار رابطة التجارة الحرة لأمريكا الشمالية، أو منظمة التجارة العالمية، من خلال وضع حقوق حرية نقل البضائع، والخدمات، والعمالة ورأس المال. والغرض من ذلك هو خفض أسعار الاستهلاك ورفع مستويات المعيشة. اعتقد المنظرون الأوائل أن منطقة تجارة حرة ستفسح المجال أمام الاتحاد الجمركي، مما يؤدي إلى سوقٍ مشتركة، ومن ثم اتحادٍ نقدي، واتحادٍ للسياسة النقدية والمالية، وفي النهاية اتحادٌ كامل تتسم به الدولة الفيدرالية. أما في أوروبا فقد كانت تلك المراحل مختلطة، ولم يكن من الواضح ما إذا كانت «المرحلة الأخيرة» ستشبه الدولة. يمكن أن تفيد التجارة الحرة، من دون حقوقٍ تؤكد على التجارة العادلة، بعض الجماعات داخل البلدان (خاصةً الشركات الكبيرة) أكثر من غيرها، وتضر بالأشخاص الذين يفتقرون إلى قوة التفاوض في سوقٍ آخدة في التوسع، خصوصًا العمال، والمستهلكين، والشركات الصغيرة، والصناعات الناشئة. ولهذا السبب فقد أصبح الاتحاد الأوروبي «ليس مجرد اتحادٍ اقتصادي»، بل إنه اتحادٌ يضع للناس حقوقًا اجتماعيةً ملزمة من أجل «ضمان التقدم الاجتماعي والسعي إلى الاستمرار في تحسين ظروف شعوبه من حيث العمل والمعيشة». تنص معاهدة عمل الاتحاد الأوروبي، وبالتحديد المواد من 28 إلى 37، على مبدأ حرية نقل البضائع في الاتحاد الأوروبي، فيما تتضمن المواد من 45 إلى 66 حرية تنقل الأشخاص، والخدمات ورأس المال. كان يُعتقد أن هذه «الحريات الأربع» تعرقلها عوارض مادية (مثل الجمارك) وعوارض تقنية (مثل القوانين المختلفة بشأن السلامة، ومعايير المستهلكين والمعايير البيئية) وعوارض مالية (كمعدلات ضريبة القيمة المضافة). وليس المقصود بحرية التجارة والتنقل أن تكون رخصةً مطلوبةً لجني أرباحٍ تجاريةٍ لا حصر لها. تهدف المعاهدات ومحكمة العدل على نحوٍ متزايد إلى ضمان التجارة الحرة قيمًا أعلى مثل الصحة العامة، وحماية المستهلك، وحقوق العمال، والمنافسة العادلة، وتحسين البيئة.